# Giuseppe Pisano
Giuseppe Pisano, detto il Cagno (Montauro, 1784 – 30 gennaio 1811), è stato un brigante italiano.

## Biografia
Giuseppe Pisano, detto "il Cagno", nacque a Montauro in un famiglia umile e fu a capo di una banda che agiva nei territori che si estendevano dalle porte di Catanzaro fino a Davoli e Satriano. Fu "un terribile devastatore di campagna" e massacrò e mutilò molti francesi durante il regno dei napoleonidi nel Regno di Napoli oltre che persone per bene. Per tale motivo, godette di una pessima fama. La sua banda fu sterminata per intero dall'aiutante generale Giuseppe Iannelli, mentre Pisano morì il 30 gennaio 1811 all'età di 27 anni.